# سكورجيرة
السكورجيرة (الاسم العلمي: Securigera) هي جنس من النباتات يتبع الفصيلة البقولية من رتبة الفوليات.